# Il concilio de’ pianeti
Il concilio de’ pianeti (deutsch: ‚Das Konzil der Planeten‘) ist eine Serenata zu drei Stimmen in zwei Teilen von Tomaso Albinoni (Musik), deren Libretto dem italienischen Geistlichen Girolamo Baruffaldi zugeschrieben wird. Sie wurde anlässlich der Geburt des französischen Thronfolgers Louis Ferdinand komponiert und am 16. Oktober 1729 im Garten des französischen Botschafters in Venedig uraufgeführt.

## Handlung

### Erster Teil
Eternità (die Allegorie der Ewigkeit) fordert die guten Sterne Jupiter und Mars auf, die Zukunft des neugeborenen Dauphins vorauszusagen und die bösen Sterne zu vertreiben („Dite, dite astri benigni“). Jupiter antwortet als erster. Er verheißt dem künftigen Helden reines Glück („Il bel momento“). Nun fordert Eternità auch Mars auf, sich zu äußern („Trà le fasce guerriero fù Alcide“). Er entgegnet, der Dauphin könnt stets auf seinen unsichtbaren Beistand rechnen, damit sich seine Seele kriegerisch entwickle („Vo, che l’alma di chi impera“).
Eternità will nun wissen, wie es möglich sein kann, dass der Prinz trotz seiner militärischen Talente im Frieden herrschen soll („Se fastosa la vittoria“). Giove meint, dass nicht alle Konflikte blutig ausgetragen werden, sondern auch der „große Ludwig“ im Frieden wie im Krieg seinen Wert zeigte („Quando il core in pace sta“). Mars hofft hingegen, dass der Dauphin unbemerkt zu einem tapferen Helden heranreifen werde („Spero sì, si spero un dì“).
Eternità befürchtet, dass die bösen Sterne und Gegner großer Taten wie Merkur oder Diana ihren Einfluss geltend machen könnten, und bittet Jupiter und Mars, das Kind dagegen zu verteidigen („Fate voi, che immobil sia“). Die beiden versprechen dies (Duett „Cintia sà le mie vendette“). Alle sind hoffnungsfroh (Chor: „Se mai luminosissimi“).

### Zweiter Teil
Eternità fragt sich, von welchem Stern das Strahlen des Kindes stamme (Arie „Da qual astro luminoso“). Jupiter entgegnet, dass die Sonne selbst von ihrem Wohnsitz herabgestiegen sei, um dem Kind Schönheit zu verleihen (Arie „Il sole, il sole“). Mars weist darauf hin, dass die Tugend häufig im Schatten wachse und ans Licht dränge („Langue spesso virtù sotto il velame“).
Eternità erkundigt sich nun nach dem Einfluss, den die Tugenden und militärischen Siege seiner Ahnen auf seine Entwicklung des Kindes haben könnten. Sie lässt die Bilder der vormaligen französischen Könige herbeibringen („Dalle sfere sempiterne“). Jupiter ist sich sicher, dass ihn seine Vorfahren Weisheit lehren werden („Fronte serena“). Mars weist zusätzlich auf das mütterliche Erbe des Knaben (seine Mutter Maria Leszczyńska entstammte einem polnischen Adelsgeschlecht) und die Krieger des Ostens hin, die dem Prinzen huldigen („Alle piante dell’infante“).
Nach diesen Aussagen ist sich Eternità sicher, dass dem Dauphin eine große Zukunft bevorsteht („Quanto v’à nel basso mondo“). Jupiter versichert ihr, dass er persönlich dafür sorgen werde, dass der Junge seinen Frieden wiederfinde, falls ihm einmal störende Gedanken kommen sollten („Anco al Mare“). Mars will die gute Botschaft jetzt auch den anderen Göttern überbringen („Chi la fortuna“). Alle Stimmen vereinen sich in Harmonie und geben dem Neid keine Chance (Chor: „La voce al canto sciolgasi“).

## Gestaltung

### Musik
Die Musik besteht aus einer Abfolge von Secco-Rezitativen und Da-Capo-Arien. Die Instrumentalbegleitung sieht zwei Violinen, Viola, zwei Oboen und Basso continuo vor. Die Oboen werden bei den Arien des Mars eingesetzt – ein Hinweis auf dessen kriegerische Haltung. Jeder der beiden Teile wird von einem Chorsatz abgeschlossen. Passend zum Anlass der Komposition ist die Grundstimmung leicht und lebendig.

### Musiknummern
Die Serenata enthält die folgenden Musiknummern:
Erster Teil
- Eternità: Rezitativ „Stelle, vivaci stelle“ – Arie: „Dite, dite astri benigni“
- Giove: Rezitativ „Eccomi a’ piedi tuoi“ – Arie „Il bel momento“
- Eternità: Rezitativ „E tu, che splendi di ferrigno lume“ – Arie „Trà le fasce guerriero fù Alcide“
- Marte: Rezitativ „Sì, sì, già fin d’allora“ – Arie „Vo, che l’alma di chi impera“
- Eternità: Rezitativ „O fortunati auspici“ – Arie „Se fastosa la vittoria“
- Giove: Rezitativ „Sai pur, che col consiglio e coll’impero“ – „Quando il core in pace sta“
- Marte: Rezitativ „Anzi, il pensiero allor“ – Arie „Spero sì, si spero un dì“
- Eternità: Rezitativ „Ma che diran gl’astri maligni“ – Arie „Fate voi, che immobil sia“
- Giove, Marte: Rezitativ „Fia di me cura, e dell’invitto Marte“ – Duett „Cintia sà le mie vendette“
- Chor: „Se mai luminosissimi“

Zweiter Teil
- Eternità: Rezitativ „Alla culla, alla culla“ – Arie „Da qual astro luminoso“
- Giove: Rezitativ „Quella non è“ – Arie „Il sole, il sole“
- Marte: Rezitativ „Sempre di noi fu amico“ – Arie „Langue spesso virtù sotto il velame“
- Eternità: Rezitativ „E le virtudi avite“ – Arie „Dalle sfere sempiterne“
- Giove: Rezitativ „Vedrà i regni fioriti“ – Arie „Fronte serena“
- Marte: Rezitativ „Dove lasci il retaggio“ – Arie „Alle piante dell’infante“
- Eternità: Rezitativ „Or che sicuro è il regio pargoletto“ – Arie „Quanto v’à nel basso mondo“
- Giove: Rezitativ „Se torbido pensiero“ – Arie „Anco al Mare“
- Marte: Rezitativ „Si lasci or, ch’io ne porti“ – Arie „Chi la fortuna“
- Chor: „La voce al canto sciolgasi“

## Werkgeschichte
Die Serenata Il concilio de’ pianeti entstand 1729 aus Anlass der sehnsüchtig erwarteten Geburt des französischen Thronfolgers Louis Ferdinand, dem ältesten Sohn von König Ludwig XV. und dessen Gattin Maria Leszczyńska. Dieses Ereignis wurde nicht nur in Frankreich, sondern vielerorts weltweit gefeiert. In Rom gab es beispielsweise umfangreiche Feierlichkeiten, bei denen unter anderem Leonardo Vincis groß besetzte Serenata La contesa de’ numi auf ein Libretto von Pietro Metastasio gespielt wurde. In Venedig hatte der französische Botschafter Jean-Vincent Languet de Gergy zu vorangegangenen Anlässen bereits mehrfach Werke von Antonio Vivaldi bestellt. Da dieser 1729 jedoch auf Reisen war, beauftragte er stattdessen Tomaso Albinoni mit der Komposition, einen der angesehensten Opernkomponisten Venedigs zu dieser Zeit. Das Libretto zu Il concilio de’ pianeti wird üblicherweise Girolamo Baruffaldi zugeschrieben.
Die Uraufführung fand am 16. Oktober 1729 unter der Schirmherrschaft des Botschafters im Garten der französischen Botschaft in Venedig statt. Laut Diario ordinario (Nr. 1909, S. 5 f.) wurde vor der Aufführung eine „grandiose“ Sinfonie gespielt, und zum Abschluss wurden Kanonen abgefeuert. In den historischen Quellen finden sich auch andere Daten wie der 1. Oktober (Nunziatura di Venezia) oder der 4. September (Mercure de France). Die Feierlichkeiten dauerten insgesamt zwei Tage, und vermutlich wurde die Aufführung am zweiten Abend wiederholt. Eine weitere Aufführung gab es am 6. Dezember.
Das autografe Manuskript der Partitur ist in der französischen Nationalbibliothek erhalten. Die Musikwissenschaftlerin Sylvie Mamy entdeckte es dort 1996 zwischen verschiedenen anonymen Partituren.

## Aufnahmen
- Oktober 1996 – Annibale Cetrangolo (Dirigent), Ensemble Strumentale Albalonga, Coro J.S. Bach di Padova.
 Sylva Pozzer (Eternità), Cristina Miatello (Giove), Luca Dordolo (Marte).
 Live, konzertant aus der Chiesa di S. Maria ai Servi, Padua.
 Warner Fonit 8573 81485-2 (2 CDs).[7][6]
- 2012 – Claudio Scimone (Dirigent), Stefano Poda (Inszenierung, Bühne, Kostüme), I Solisti Veneti.
 Chiara Taigi (Eternità), Laura Brioli (Giove), José Luis Sola (Marte).
 Video; live aus dem Palazzo della Ragione, Padua.
 Unitel Classica A00050005 (DVD).[8]